# Белка Деппе
Белка Деппе (лат. Sciurus deppei) — вид грызунов рода белки. Видовое название дано в честь немецкого натуралиста Фердинанда Деппе (1794—1861).

## Ареал
Эндемик Белиза, Коста-Рики, Сальвадора, Гватемалы, Гондураса, Мексики и Никарагуа.

## Местообитание
Высота проживания: от низменностей до 2800 м. Живёт в вечнозеленых и полувечнозелёных лесах, предпочитая районы с высокой влажностью и густой растительностью. Заходит в сельскохозяйственные районы и может быть вредителем кукурузы и других культур, но исчезает, если соседнему лесу были нанесены сильные повреждения.

## Биологическое описание
Цвет верха тела варьирует от темного рыже-коричневого с сединой в желтовато коричневого или даже серовато-коричневого. Наружные поверхности ног темно серые. Хвост сверху чёрный, посыпанный белым, снизу цвет хвоста варьирует от вохрового до насыщенно-ржавого, сам хвост обрамлен полосой черных волос с белыми или бледно-желтыми кончиками. Низ тела обычно от белого или желтоватого до тускло-рыжего. Зубная формула: I 1/1, C 0/0, P 2/1, M 3/3 = 22.

## Поведение
Дневное животное. Иногда спускается на землю, чтобы поесть или пересечь поляну, но в основном древесный. Делает гнездо в дупле или устилает его листвой на ветвях на высоте от 6 до 20 м над землей. Как правило, одинокий, молчаливый, незаметный зверёк, но иногда выдает высокие трели и щебетание.

## Питание
Рацион включает в себя семена и плоды, в том числе инжир, Manilkara zapora, Brosimum alicastrum и Poulsenia armata. Также ест грибы, побеги и листья растений.

## Подвиды
Выделяются следующие подвиды:
- S. d. deppei
- S. d. matagalpae
- S. d. miravallensis
- S. d. negigens
- S. d. vivax

## Охрана
В настоящее время угроз численности вида нет. Этот вид встречается в ряде охраняемых территорий.